# 히가시밋카이치역
히가시밋카이치역(일본어: 東三日市駅)은 일본 도야마현 구로베시에 위치한 도야마 지방 철도 본선의 철도역이다. 단선 승강장 1면 1선의 구조를 갖춘 지상역이다.

## 이용 현황
| 연도 | 1일 평균 승차 인원 |
| ---- | ------------------ |
| 2003 | 434                |
| 2004 | 435                |
| 2005 | 455                |
| 2006 | 461                |
| 2007 | 410                |
| 2008 | 399                |
| 2009 | 387                |
| 2010 | 382                |
| 2011 | 390                |
| 2012 | 407                |
| 2013 | 417                |
| 2014 | 388                |
| 2015 | 414                |
| 2016 | 400                |

## 역 주변
- 구로베 시청
- 구로베 시민 회관

## 역사
- 1922년 11월 5일 : 구로베 철도의 역으로서 개업.
- 1943년
  - 1월 1일 : 도야마 현 내의 모든 철도 회사가 도야마 전기 철도를 중심으로 도야마 지방 철도로 통합되어, 이 회사의 구로베 선이 됨.
  - 11월 11일 : 구 구로베 철도의 노선이 600V부터 1500V로의 승압과 플랫폼 개선 등의 공사가 완료해, 덴테쓰토야마 역 - 우나즈키온센 역 간의 직통 운행이 개시됨.
- 1953년 2월 25일 : 역사 개축을 행함.
- 1959년 7월 25일 : 다시 역사 개축을 행함.
- 1966년 11월 30일 : 덴테쓰사쿠라이 역 - 우나즈키온센 역 간에 걸친 신호 자동화를 실시.
- 1969년 4월 1일 : 노선명 변경이 실시되어 덴테쓰토야마 - 우나즈키온센 간이 본선으로 됨.
- 2015년 2월 26일 : 다이어 개정에 의해 신쿠로베 역으로 특별 급행 정차역을 변경함. 이전 당 역은 특별급행 정차역이었다.

## 인접 역
| 도야마 지방 철도 본선          | 도야마 지방 철도 본선 | 도야마 지방 철도 본선  |
| ------------------------------ | --------------------- | ---------------------- |
| 덴테쓰쿠로베 덴테쓰토야마 방면 | ■ 본선                | 오규 우나즈키온센 방면 |